# Australotadorna alecwilsoni
Australotadorna alecwilsoni — викопний вид гусеподібних птахів родини Качкові (Anatidae). Птах існував у кінці олігоцену (24-26 млн років тому). Скам'янілі рештки знайдені у Центральній Австралії у відкладеннях озера Пінпа у басейні озера Ейр.

## Назва
Родова назва Australotadorna складається з двох латинських слів australis та Tadorna перекладається як південний галагаз. Вид alecwilsoni названий на честь Алека Вілсона, власника землі, де проводились розкопки.